# يو هانس روسلر
يو هانس روسلر Jo Hanns Rösler (ولد في 7 أبريل 1899 في كونيجشتاين على الإلبه - ومات في 25 سبتمبر 1966 في ميونخ) هو أديب ألماني. كتب تحت أسماء مستعارة منها: باول فايشتن وجاك روز جاردن وهانس أبريل. واسمه الأصلي يوهانس أوزفالد روسلر.

## حياته
ولد روسلر في أسرة برجوازية صغيرة وكان أبوه من ناسجي الكتان. التحق بالمدرسة الثانوية في دريسدن, وبدأ في الكتابة الأدبية والنشر في وقت مبكر من شبابه. وكان يعمل بعض الوقت ممثلا في برلين و فيينا و ميونخ , وبدأ يكتب منذ الثلاثينات لعدة مجلات منها Simplicissimus و Jugend. ولأن قصصه كانت تنشر في مجلات يهودية فقد فرضت عليه السلطات النازية في أول عهدها حظر الكتابة والنشر. غير أن ذلك المنع رفع عنه بعد ذلك، وظل يكتب حتى عام 1945 مقالات لمجلة مسرح الكوميديين Kabarett der Komiker و مسرح الطليعة Fronttheater.
كان روسلر من كتاب الأدب الترفيهي الغزيري الإنتاج والناجحين، وقد حاز عبر قصصه ذات المغزى الساخر والفكاهي والمسالم على التأثير على قراء المجلات الشعبية والمصورة بصفة خاصة. وقد كتب بجانب تلك القصص روايات وسيناريوهات أفلام (مثل فيلم Maske in Blau) ومشاهد ساخرة.

## روابط خارجية
- يو هانس روسلر على موقع IMDb (الإنجليزية)
- يو هانس روسلر على موقع مونزينجر (الألمانية)
- يو هانس روسلر على موقع قاعدة بيانات الأفلام السويدية (السويدية)
- يو هانس روسلر على موقع كينوبويسك (الروسية)